# Hans Alexander
Hans Alexander (ur. 1890, zm. 2 września 1933 w Esterwegen) – niemiecki żołnierz i działacz kombatancki, uczestnik I wojny światowej, aktywny członek republikańskiego Reichsbanneru.

## Życiorys
Urodził się w 1890 r. w rodzinie żydowskich kupców z klasy średniej. Z czasem przejął firmę odziedziczoną po ojcu, działającą na rynku odzieży. W czasie I wojny światowej walczył na froncie i był ciężko ranny. Za swoją służbę został odznaczony dwoma Żelaznymi Krzyżami i Złotym Krzyżem Zasługi Wojennej. Po powrocie z wojny ożenił się z Gertrud Rohtgiesser, a w 1920 r. urodziła mu się córka Edith. Powojenny kryzys panujący w Niemczech miał we Wrocławiu szczególne nasilenie, gdyż powstanie niepodległej Polski odcięło miasto od rynków zbytu w Wielkopolsce i na Pomorzu Gdańskim, które stanowiły ponad połowę odbiorców miejscowej produkcji odzieżowej, metalowej i meblarskiej. 
Ponieważ środowiska monarchistyczne silnie lansowały tezę, że w I wojnie światowej armia została pokonana ciosem w plecy zadanym przez Żydów służących na dalekich tyłach, sprowokowało to ataki przeciwko wysokim urzędnikom rządowym pochodzenia żydowskiego. W odpowiedzi w listopadzie 1919 r. powstał Wrocławski Związek Rzeszy Żydowskich Żołnierzy Frontowych (Breslauer Bund Jüdischer Frontsoldaten), a Alexander wstąpił do niego i uczestniczył w jego działalności.
Związek ten nie angażował się politycznie, natomiast zdecydowanie polityczny charakter miał Sztandar Rzeszy Czarno-Czerwono-Złoty (Reichsbanner Schwarz-Ret-Gold), który powstał w 1924 r. w odpowiedzi na pucz monachijski jako organizacja paramilitarna stronnictw demokratycznych, a jego wrocławski oddział liczył ok. 15 tysięcy osób. Alexander mocno zaangażował się w jego działalność, sprawnie organizując publiczne wydarzenia i szybko przyciągał nowych członków. To on poprowadził m.in. pierwszą umundurowaną grupę podczas wiecu na pl. Wolności. Ze względu na swoją wysoką pozycję w organizacji oraz dobre warunki fizyczne, które predestynowały go do wystąpień publicznych, został przez prasę nazwany generałem. 
Alexander i Reichsbanner prowadziły również działania na rzecz pojednania z Polakami, m.in. zaprosił na wiec organizacji odwiedzającą w 1927 r. Wrocław socjalistyczną senatorkę Dorotę Kłuszyńską. Czasami Alexander podejmował też decyzje wbrew zaleceniom zarządu federalnego organizacji, m.in. w związku z wizytą we Wrocławiu w 1928 r. prezydenta Paula von Hindenburga odmówił udziału Reichsbanneru w uroczystościach ku jego czci. Konsekwencją jego decyzji była m.in. rezygnacja z kandydowania na kolejną kadencję w roli przewodniczącego wrocławskiego oddziału Reichsbanneru, choć wszedł do jego zarządu.
Alexander został aresztowany 1 marca 1933 r. i osadzony w obozie koncentracyjnym KZ Dürrgoy na Tarnogaju, skąd przeniesiono go do obozu Esterwegen przy granicy holenderskiej i tam został zastrzelony przez esesmanów 2 września 1933 r. jako pierwszy więzień w tym obozie. Po egzekucji jego ciało zostawiono na dziedzińcu, na widoku innych więźniów. Jego pogrzeb na cmentarzu przy ul. Lotniczej we Wrocławiu był ostatnią dużą manifestacją antynazistowską we Wrocławiu.